# Ross 154
Ross 154 (také známá jako V1216 Sagittarii) je červený trpaslík spektrální třídy M3,5 V nacházející se v souhvězdí Střelce. Je vzdálená přibližně 3,0 parseky (9,68 světelných let) od Slunce. Jedná se o nejbližší hvězdu v tomto souhvězdí a jednu z nejbližších hvězd ke Slunci.

## Vlastnosti
- Spektrální typ: M3,5V (červený trpaslík)
- Hmotnost: 0,177 M☉
- Poloměr: 0,200 R☉
- Svítivost: 0,4 % svítivosti Slunce
- Teplota povrchu: 3 248 K
- Vzdálenost: 9,69 světelných let (2,97 parseků)
- Absolutní magnituda: +13,07

## Pozorování
Ross 154 má relativně nízkou hvězdnou velikost 10,44, a proto není pozorovatelná pouhým okem. K jejímu pozorování je zapotřebí alespoň malý dalekohled s objektivem o průměru 6,5 cm (tzv. aperturou), který za ideálních podmínek dokáže shromáždit dostatek světla pro zobrazení hvězdy.  
Jedná se o aktivní eruptivní hvězdu, která nepravidelně zjasňuje díky silné magnetické aktivitě na svém povrchu. Tyto náhlé změny jasnosti jsou způsobeny hvězdnými erupcemi, podobně jako sluneční erupce na našem Slunci.
Tato hvězda byla poprvé katalogizována americkým astronomem Frankem Elmore Rossem v roce 1925 jako nová proměnná hvězda. Později bylo zjištěno, že má velký vlastní pohyb, což potvrzuje její blízkost k naší sluneční soustavě. První zmínky o pozorovaném erupčním zjasnění hvězdy pocházejí z Austrálie v roce 1951.

## Aktivita a věk
Ross 154 vykazuje silnou magnetickou aktivitu a její povrchové magnetické pole dosahuje hodnoty přibližně 2,2 kG. Jedná se o mladou hvězdu, jejíž stáří je odhadováno na méně než 1 miliardu let. Na rozdíl od hvězd jako Slunce je Ross 154 zcela konvektivní, což přispívá k její zvýšené magnetické aktivitě a vzniku erupcí.
Během erupcí může dojít ke zjasnění o několik magnitud a k emisi silného rentgenového záření. Chandra X-ray Observatory zaznamenala výrazné erupční rentgenové záření s energií 2,3 × 1033 erg.

## Pohyb v galaxii
Ross 154 patří mezi hvězdy mladé diskové populace naší galaxie a pohybuje se galaktickou orbitou ve vzdálenosti 27,65–30,66 kly od galaktického jádra. V současnosti se přibližuje k Slunci a za 157 000 let dosáhne nejbližší vzdálenosti 6,39 ± 0,10 světelných let.

## Synonyma
Ross 154 je známa pod několika dalšími označeními:  
- AC-24 2833-183
- GCTP 4338
- GJ 729
- HIP 92403
- LHS 3414
- V1216 Sagittarii